# Есенский, Янко
Янко Есенский (словац. Janko Jesenský; 30 декабря 1874, Мартин, Австро-Венгрия — 27 декабря 1945, Братислава, Чехословакия) — словацкий прозаик, поэт, переводчик и литературный и политический деятель словацкого национального движения, юрист.

## Биография
Родился 30 декабря 1874 году в Мартине. Принадлежит к древнему роду Есенских. После окончания гимназии в 1893 продолжил обучение в Юридической Академии в Прешове, затем в 1901 году в Клуже (Румыния) получил докторский диплом. Работал в различных юридических фирмах и независимым адвокатом в Бановце над Бебравоу. В 1914 году во время Первой мировой войны был арестован как словацкий националист. В 1915 году был послан на русский фронт и перешёл на сторону русских. Находился на вольном поселении в Воронеже (весна-осень 1916). Затем перебрался в Петербург. Он был редактором словацкой редакции чехословацкого журнала и вице-председателем Чехословацкого национального совета. В 1919 году он вернулся домой и работал во вновь создаваемой администрации. Он был председателем Ассоциации Словацких писателей с 1930 по 1939 год. Ясенский умер 27 декабря 1945 года в Братиславе. Похоронен на Народном кладбище в городе Мартине.

## Творчество

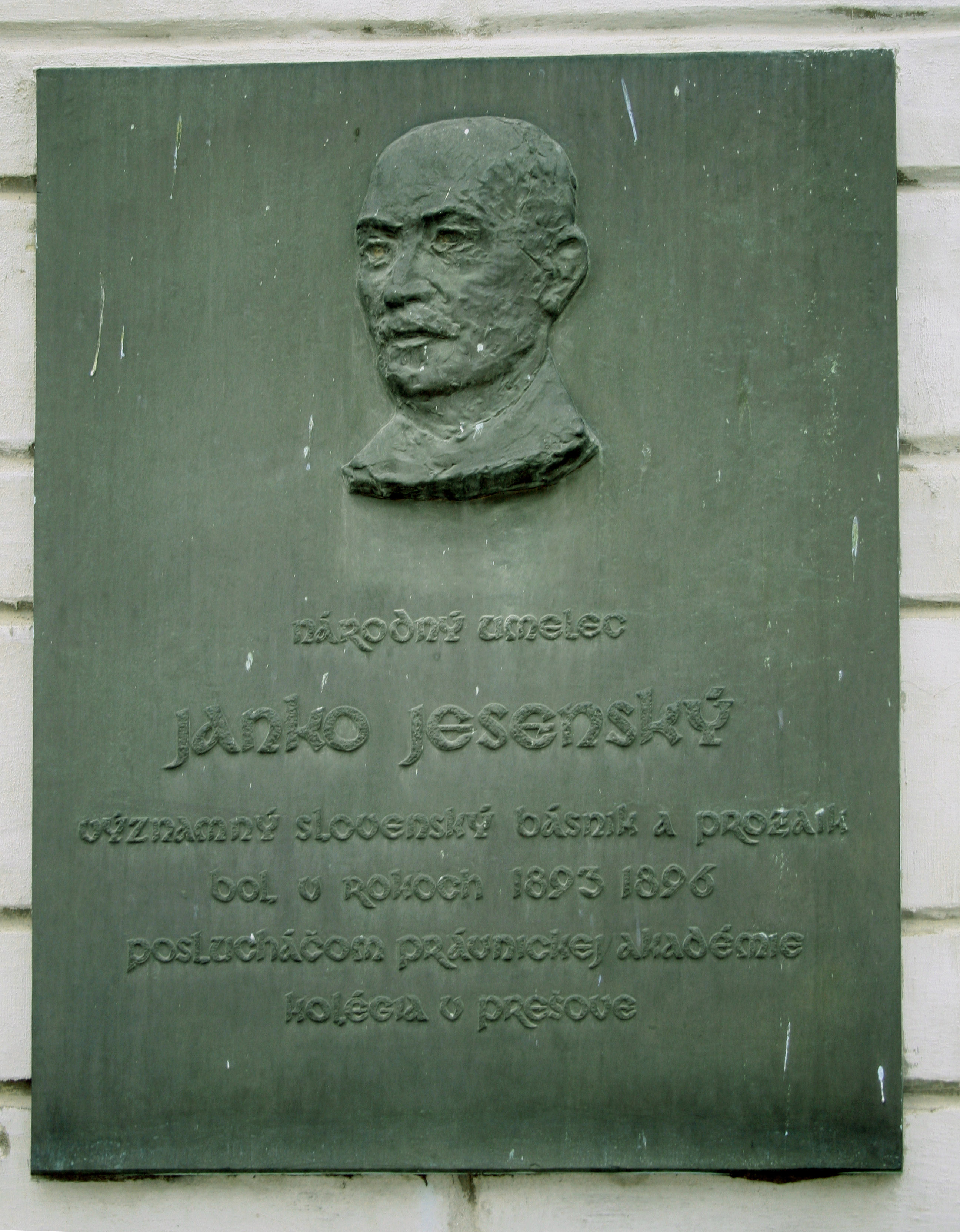
Мемориальная таблица Я. Есенского в г. Прешове

Янко Есенский — писатель и поэт, в творчестве которого соединились черты позднего реализма и символизма. Его поэзия основана на личном опыте любовного переживания и была настолько современной, что была осуждена консервативной публикой, как «циничная». Его поэзия иронична в отношении окружающего мира и себя, использует легкий стиль, в сильном контрасте с жестким и глубоким переживанием. Как интеллектуал, он реагировал на социальные и политические проблемы. Он внес определённый вклад в борьбу нации за самостоятельность. Политикам второй мировой войны он отвечал иронией и пародиями на политическую жизнь в почти тоталитарном словацком государстве. Как прозаик, он начинал с коротких анекдотических историй, происходящих в маленьком городке. Его первые прозаические вещи были жестким осуждением образа жизни до сатиры. Новеллы из серии «Демократы» явились сатирой на практику политической жизни. Переводил на словацкий А. С. Пушкина и Сергея Есенина.

## Произведения
Проза:
- Малостранские истории (Malomestské rozprávky, 1913)
- Новеллы (Novely, 1921)
- Путь к свободе (Cestou k slobode, 1933)

- Старые времена (Zo starých časov, 1935)
- Демократы I, II (Demokrati I., II.; 1934, 1938)
- Письма госпоже Ольга (Listy slečne Oľge, 1970)

Поэзия:
- Стихи (Verše, 1905)
- Из стихов Янко Есенского (Z veršov Janka Jesenského, 1918)
- Из плена (Zo zajatia, 1918),

- Стихи Янко Есенского II (Verše Janka Jesenského II, 1923)
- После бури (Po búrkach, 1923)
- Наш герой (Náš hrdina, 1944),

- В ночи (Proti noci, 1945)
- Отражения (Reflexie, 1945)
- На злобу дня (Na zlobu dňa, 1945)
- Осенние цветы (Jesenný kvet, 1948, посмертная публикация)

## Издания на русском языке
- Янко Есенский. Сборник «Провинциальные рассказы». — М.: Художественная литература, 1958.
- Янко Есенский. Стихи. ― М.: Художественная литература, 1981.
- Янко Есенский. Избранная лирика. Перевод Геннадия Фролова. ― М.: Молодая гвардия, 1981.
- Янко Есенский. Демократы. Роман. ― М.: Художественная литература, 1990. — ISBN 5-280-01180-0.